# Gauliga Niederrhein 1933/34
Die Gauliga Niederrhein 1933/34 war die erste Spielzeit der Gauliga Niederrhein im Fußball. Der 1. Spieltag wurde am 3. September 1933, die letzten Nachholspiele am 22. April 1934 ausgetragen. Die Meisterschaft sicherte sich der VfL Benrath durch den besseren Torquotienten vor Fortuna Düsseldorf. Der VfL Benrath qualifizierte sich dadurch für die deutsche Fußballmeisterschaft 1933/34, bei der der Verein in einer Gruppe mit FC Schalke 04, SV Werder Bremen und Eimsbütteler TV den zweiten Platz belegte, welcher nicht zum Weiterkommen reichte. Die Abstiegsränge belegten der BV Preußen Altenessen, Alemannia Aachen und Schwarz-Weiß Wuppertal. Aus den Bezirksligen stiegen Rot-Weiß Oberhausen und der Homberger SV auf.

## Teilnehmer
Für die erste Austragung der Gauliga Niederrhein qualifizierten sich folgende Mannschaften:
- aus der Bezirksliga Niederrhein, Gruppe A der westdeutsche Fußballmeisterschaft 1932/33:
  - Duisburger FV 08
  - Duisburger TSV 1899
  - Preussen Krefeld
- aus der Bezirksliga Niederrhein, Gruppe B der westdeutsche Fußballmeisterschaft 1932/33:
  - SV Hamborn 07
- aus der Bezirksliga Berg-Mark, Gruppe A der westdeutsche Fußballmeisterschaft 1932/33:
  - VfL Benrath
  - Schwarz-Weiß Wuppertal
- aus der Bezirksliga Berg-Mark, Gruppe B der westdeutsche Fußballmeisterschaft 1932/33:
  - Fortuna Düsseldorf
- aus der Bezirksliga Rhein, Gruppe 2 der westdeutsche Fußballmeisterschaft 1932/33:
  - Alemannia Aachen
  - Rheydter Spielverein
  - SC Borussia München-Gladbach
- aus der Bezirksliga Ruhr, Gruppe 1 der westdeutsche Fußballmeisterschaft 1932/33:
  - Schwarz-Weiß Essen
  - BV Preußen Altenessen

## Abschlusstabelle
| Pl. | Verein                       | Sp. | S  | U | N  | Tore    | Quote | Punkte |
| --- | ---------------------------- | --- | -- | - | -- | ------- | ----- | ------ |
| 1.  | VfL Benrath                  | 22  | 12 | 5 | 5  | 062:340 | 1,82  | 29:15  |
| 2.  | Fortuna Düsseldorf           | 22  | 13 | 3 | 6  | 066:370 | 1,78  | 29:15  |
| 3.  | SV Hamborn 07                | 22  | 12 | 4 | 6  | 057:330 | 1,73  | 28:16  |
| 4.  | Duisburger TSV 1899          | 22  | 10 | 4 | 8  | 038:400 | 0,95  | 24:20  |
| 5.  | SC Borussia München-Gladbach | 22  | 8  | 8 | 6  | 042:460 | 0,91  | 24:20  |
| 6.  | Duisburger FV 08             | 22  | 10 | 2 | 10 | 045:440 | 1,02  | 22:22  |
| 7.  | Schwarz-Weiß Essen           | 22  | 7  | 6 | 9  | 034:450 | 0,76  | 20:24  |
| 8.  | Preussen Krefeld             | 22  | 7  | 5 | 10 | 041:480 | 0,85  | 19:25  |
| 9.  | Rheydter Spielverein         | 22  | 5  | 9 | 8  | 038:460 | 0,83  | 19:25  |
| 10. | BV Preußen Altenessen        | 22  | 6  | 6 | 10 | 042:530 | 0,79  | 18:26  |
| 11. | Alemannia Aachen             | 22  | 6  | 6 | 10 | 029:440 | 0,66  | 18:26  |
| 12. | Schwarz-Weiß Wuppertal       | 22  | 6  | 2 | 14 | 046:700 | 0,66  | 14:30  |

## Aufstiegsrunde
| Pl. | Verein              | Sp. | S | U | N | Tore    | Quote | Punkte |
| --- | ------------------- | --- | - | - | - | ------- | ----- | ------ |
| 1.  | Rot-Weiß Oberhausen | 6   | 4 | 1 | 1 | 014:900 | 1,56  | 09:30  |
| 2.  | Homberger SV        | 6   | 3 | 0 | 3 | 013:120 | 1,08  | 06:60  |
| 3.  | TuRU Düsseldorf     | 6   | 2 | 1 | 3 | 013:900 | 1,44  | 05:70  |
| 4.  | SpVg Odenkirchen    | 6   | 2 | 0 | 4 | 012:220 | 0,55  | 04:80  |